# Adrià Pericas
Adrià Pericas, né le 26 mai 2006 à Tona, est un coureur cycliste espagnol. Il est membre de l'équipe UAE Emirates Gen-Z.

## Biographie
Originaire de Catalogne, Adrià Pericas pratique le cyclisme depuis l'âge de neuf ou dix ans,. Il réalise ses débuts en compétition avec un club basé dans la localité de Vic. Chez les cadets, il se fait remarquer en étant l'un des meilleurs espagnols. Il s'impose notamment sur diverses compétitions par étapes. 
En 2023, il devient vice-champion d'Espagne du contre-la-montre juniors. Au niveau international, il se révèle en terminant cinquième et meilleur grimpeur d'une course italienne inscrite au calendrier de la Coupe des Nations Juniors. Il finit également huitième du Tour du Valromey, après s'être classé septième de la dernière étape au Grand Colombier. Grâce à ses performances, il est repéré par Joxean Fernández Matxín, qui l'invite à un stage d'entraînement de l'équipe UAE Emirates au mois de décembre.
Lors de la saison 2024, il confirme ses aptitudes en remportant plusieurs courses en Espagne. Suivi par UAE Emirates, il devient notamment champion national dans l'épreuve chronométrée. La même année, il s'impose sur une manche italienne de la Coupe des Nations Juniors. Il termine par ailleurs deuxième du Tour du Pays de Vaud et de la Classique des Alpes juniors. À l'automne, il représente l'Espagne aux championnats du monde juniors, qui ont lieu en Suisse. Engagé sur deux épreuves, il se classe quatorzième de la course en ligne et seizième du contre-la-montre. 
En 2025, il rejoint l'équipe continentale UAE Emirates Gen-Z, réserve de la formation World Tour du même nom. Il effectue sa reprise au mois de janvier sur l'AlUla Tour, où il se met au service de ses leaders. Le 15 février, il parvient à prendre la neuvième place du Tour de Murcie, alors qu'il n'a pas encore dix-neuf ans. En mars, il remporte une étape de l'Istrian Spring Tour et se termine deuxième du classement général. Il finit également 5e du Tour du Rwanda. En juin, il participe au Tour d'Italie espoirs et se classe 7e du classement final. En août, il est promu dans l'équipe UAE Emirates XRG, avec un contrat jusqu'en 2030.

## Palmarès
- 2021
  - 3e du championnat d'Espagne du contre-la-montre cadets
- 2022
  - 3e du championnat d'Espagne du contre-la-montre cadets
- 2023
  - Champion de Catalogne du contre-la-montre juniors
  - 3e étape du Tour de Gérone (contre-la-montre)
  - 3e étape de la Vuelta a Talavera Junior
  - 2e du Tour de Gérone
  - 2e du championnat d'Espagne du contre-la-montre juniors
  - 2e de la Vuelta a Talavera Junior
  - 3e de la Mapei Classic
- 2024
  -  Champion d'Espagne du contre-la-montre juniors
  - Volta a la Plana Baixa :
    - Classement général
    - 2e étape

  - Gran Premi Les Franqueses KH7
  - Gran Premi Vila de Ripoll
  - Vuelta a la Montaña Central de Asturias :
    - Classement général
    - 3e et 4e étapes

  - Gran Premio FWR Baron :
    - Classement général
    - 1re étape (contre-la-montre par équipes)

  - Clásica Araba
  - Vuelta al Besaya :
    - Classement général
    - 4e étape

  - Vuelta a la Subbética :
    - Classement général
    - 1re et 2e étapes

  - 2e du Tour du Pays de Vaud
  - 2e de la Classique des Alpes juniors
- 2025
  - 2e étape de l'Istrian Spring Tour
  - 2e de l'Istrian Spring Tour